# 경제패트롤
경제패트롤은 부산MBC 표준FM(부산 FM 95.9㎒, 기장 FM 106.5㎒, 양산 FM 97.7㎒, AM 1161㎑)에서 매주 토요일 아침 8시 5분부터 아침 8시 30분까지 방송했던 경제 프로그램이다.

## 진행
- 서정모 아나운서

| 부산MBC 표준FM 토요일 프로그램 |                              |                          |
| 이전                           | 경제패트롤                   | 다음                     |
| MBC 8시 뉴스                   | 경제패트롤                   | 라디오 시민세상          |
| 아침 8시 ~ 아침 8시 5분        | 아침 8시 5분 ~ 아침 8시 30분 | 아침 8시 30분 ~ 오전 9시 |
| 전국방송                       | 부산 전지역 방송             | 부산 전지역 방송         |